# Grand Prix de Denain 2019
La 61e édition du Grand Prix de Denain a eu lieu le 24 mars 2019. Elle fait partie du calendrier UCI Europe Tour 2019 en catégorie 1.HC et constitue l'une des manches de la Coupe de France de cyclisme sur route 2019.

## Présentation

### Présentation officielle
La course est officiellement présentée le vendredi 8 mars 2019 à partir de 18 h 45, au théâtre de Denain, alors fraîchement rénové.

### Parcours
Le départ fictif est donné rue Arthur Brunet à Denain à midi. 204,1 kilomètres sont alors encore à parcourir. Les coureurs se dirigent ensuite vers Haveluy où le départ réel arrêté est donné sur la place, il reste 198 kilomètres. La première boucle passe par Wallers, Hélesmes, Escaudain, Abscon, Mastaing, Marquette-en-Ostrevant, Wavrechain-sous-Faulx, Wasnes-au-Bac, Féchain, Hem-Lenglet, Abancourt, le lieu-dit La Boulette, Bantigny, Cuvilliers, Eswars (avec le secteur pavé no 12, long de 1 700 mètres), Paillencourt, Estrun, Hordain, Lieu-Saint-Amand, Neuville-sur-Escaut, Lourches, Escaudain, puis Denain avec le premier passage sur la ligne. 57,9 kilomètres ont alors été parcourus depuis le départ réel, il en reste 140,1.
La seconde boucle se dirige vers Oisy, Bellaing, Wallers (avec le secteur pavé no 11, long de 1 700 mètres), Hélesmes, Wallers (avec le secteur pavé no 10, long de 2 500 mètres), Haveluy, Denain, Escaudain puis à nouveau Denain avec le second passage sur la ligne d'arrivée ; 90,6 kilomètres ont alors été parcourus depuis le départ réel, il en reste 107,4.
La troisième boucle se dirige vers Haulchin, Douchy-les-Mines, Noyelles-sur-Selle, Avesnes-le-Sec (avec le secteur pavé no 9, long de 2 600 mètres), Hordain, Bouchain, Wavrechain-sous-Faulx, Wasnes-au-Bac (avec le secteur pavé no 8, long de 1 500 mètres), Marcq-en-Ostrevent, Marquette-en-Ostrevent (avec le secteur pavé no 7, long de 1 200 mètres), Abscon, Rœulx, Lourches, Escaudain, puis Denain avec le troisième passage sur la ligne d'arrivée ; 132 kilomètres ont alors été parcourus depuis le départ réel, il en reste 66.
Il subsiste alors deux tours d'un circuit local long de 33 kilomètres. Les coureurs repartent vers Haulchin, Douchy-les-Mines, Noyelles-sur-Selle, Avesnes-le-Sec  (avec le secteur pavé no 6 puis — au second tour du circuit local — 3, long de 2 700 mètres), Hordain, Bouchain, Mastaing  (avec le secteur pavé no 5 puis 2, long de 600 mètres et no 4 puis 1, long de 1 200 mètres, Abscon, Rœulx, Lourches, Escaudain puis Denain.
Dans le cas d'une vitesse moyenne de 40 kilomètres par heure, l'arrivée est prévue à 17 h 6. Elle est prévue à 16 h 38 avec 44 kilomètres par heure.
Les pavés avaient été introduit au parcours à partir de l'édition 2017, avec 1 800 mètres. Lors de la dernière édition, 21,4 kilomètres étaient au programme, mais à cause des mauvaises conditions météorologiques, seul le secteur pavé d'Abscon a été parcouru, à trois reprises, pour un total de 3,6 kilomètres,,. Lors de cette édition 2019, vingt kilomètres de pavés sont au programme.

Détail des différentes boucles
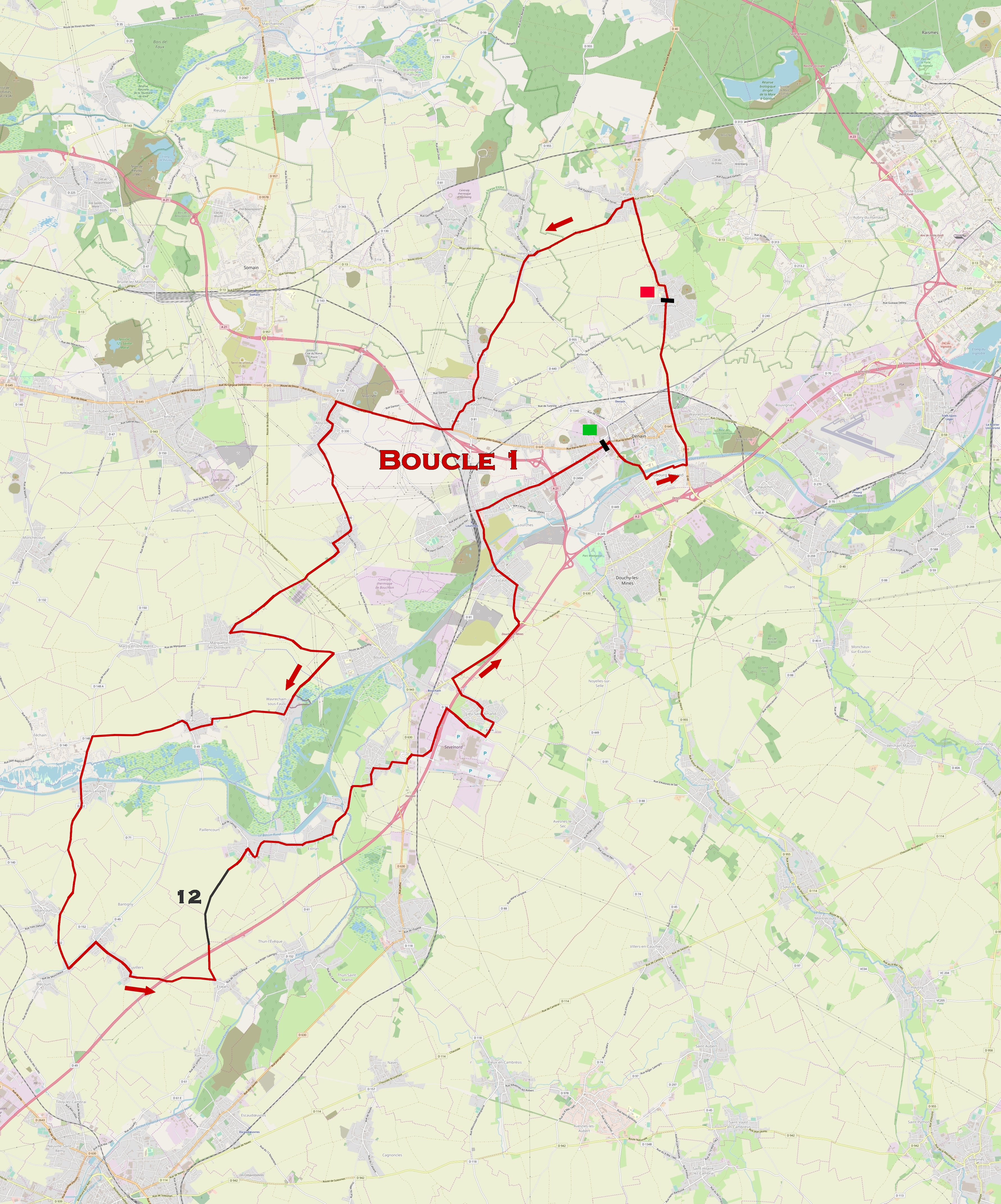
1re boucle.
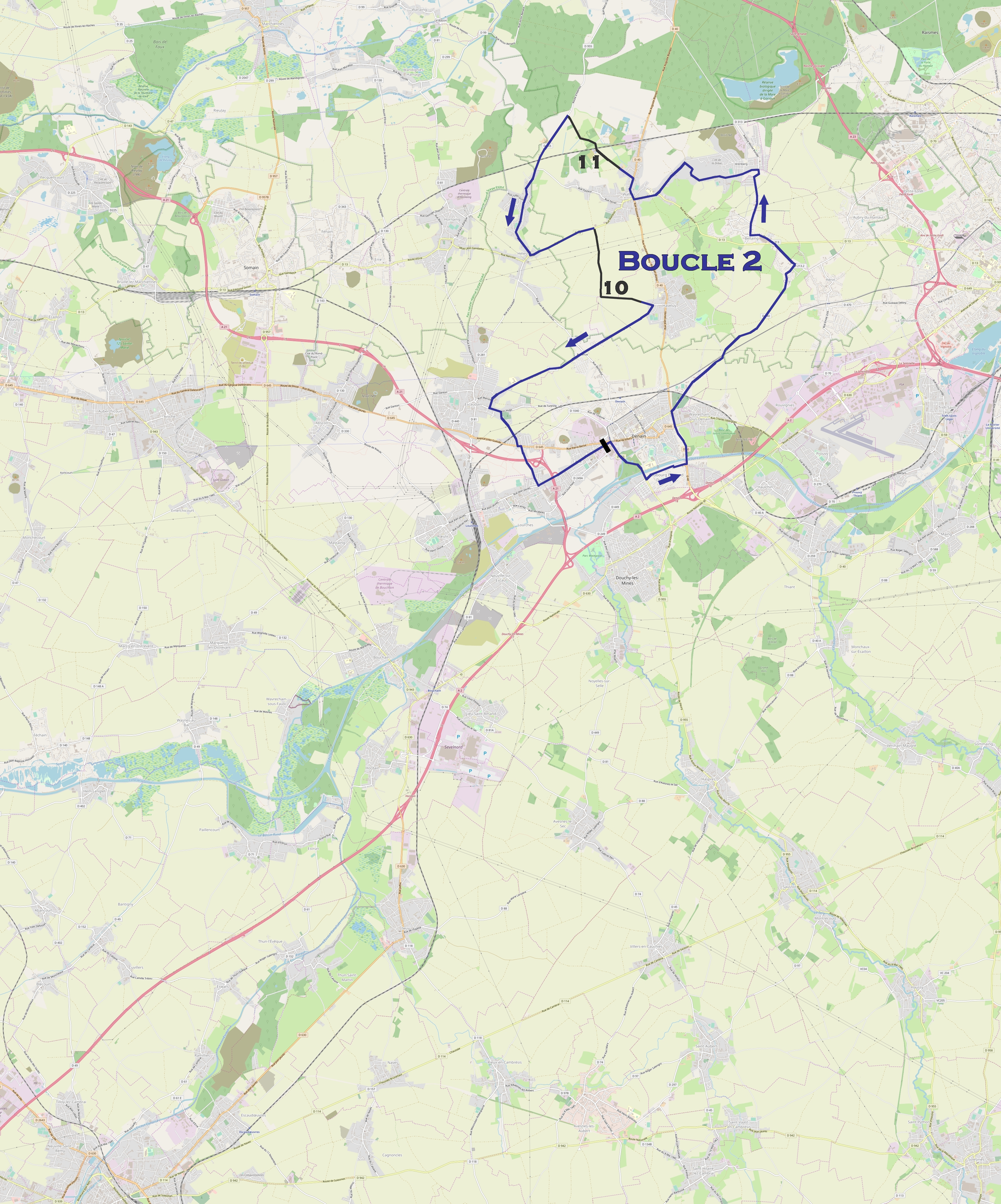
2e boucle.
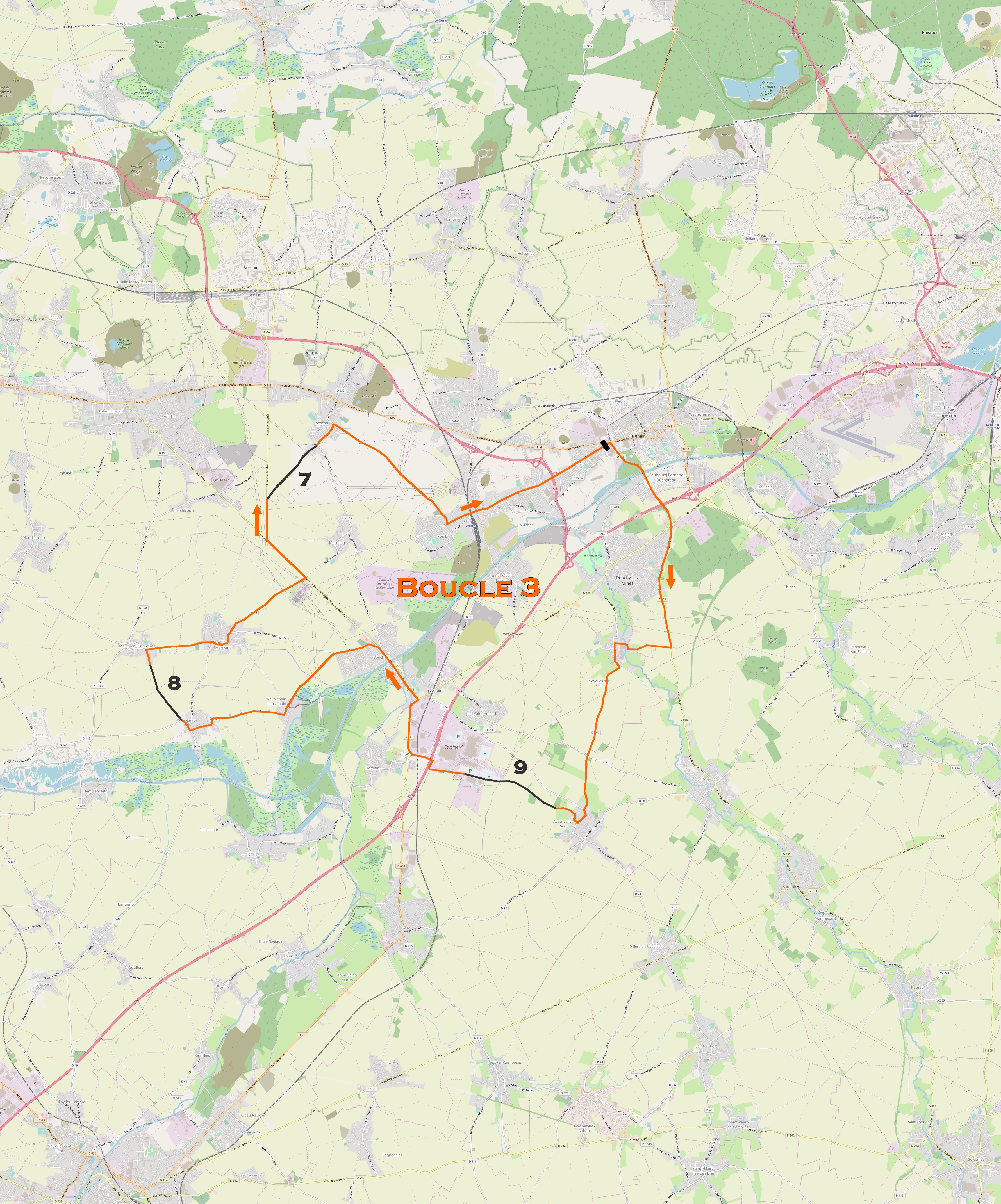
3e boucle.
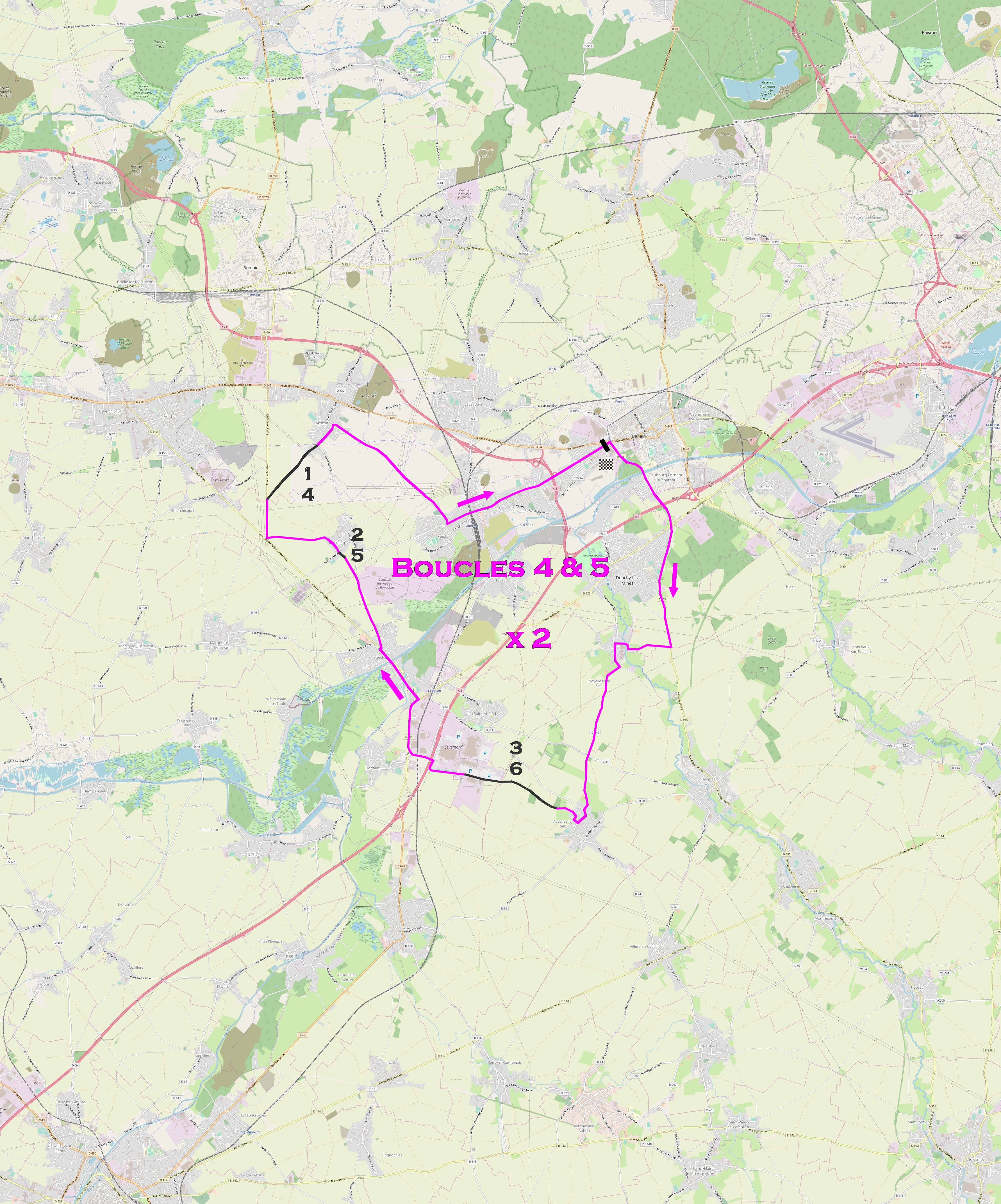
4e et 5e boucles.

### Équipes
Classé en catégorie 1.HC de l'UCI Europe Tour, le Grand Prix de Denain est par conséquent ouvert aux UCI WorldTeams dans la limite de 70 % des équipes participantes, aux équipes continentales professionnelles, aux équipes continentales françaises et à une équipe nationale française.
Vingt-deux équipes participent à ce Grand Prix de Denain : trois WorldTeams, quatorze équipes continentales professionnelles et cinq équipes continentales.
| WorldTeams (3)- AG2R La Mondiale - Groupama-FDJ - Trek-Segafredo Équipes continentales professionnelles (14)- Androni Giocattoli-Sidermec - Burgos-BH - Cofidis, Solutions Crédits - Corendon-Circus - Delko-Marseille Provence - Direct Énergie - Israel Cycling Academy - Riwal Readynez - Roompot-Charles - Sport Vlaanderen-Baloise - Arkéa-Samsic - Vital Concept-B&B Hotels - Wanty-Groupe Gobert - Wallonie Bruxelles Équipes continentales (5)- Amore & Vita-Prodir - Development Team Sunweb - Natura4Ever-Roubaix Lille Métropole - Saint Michel-Auber 93 - Tarteletto-Isorex |
| |

## Classement final

### Classement général

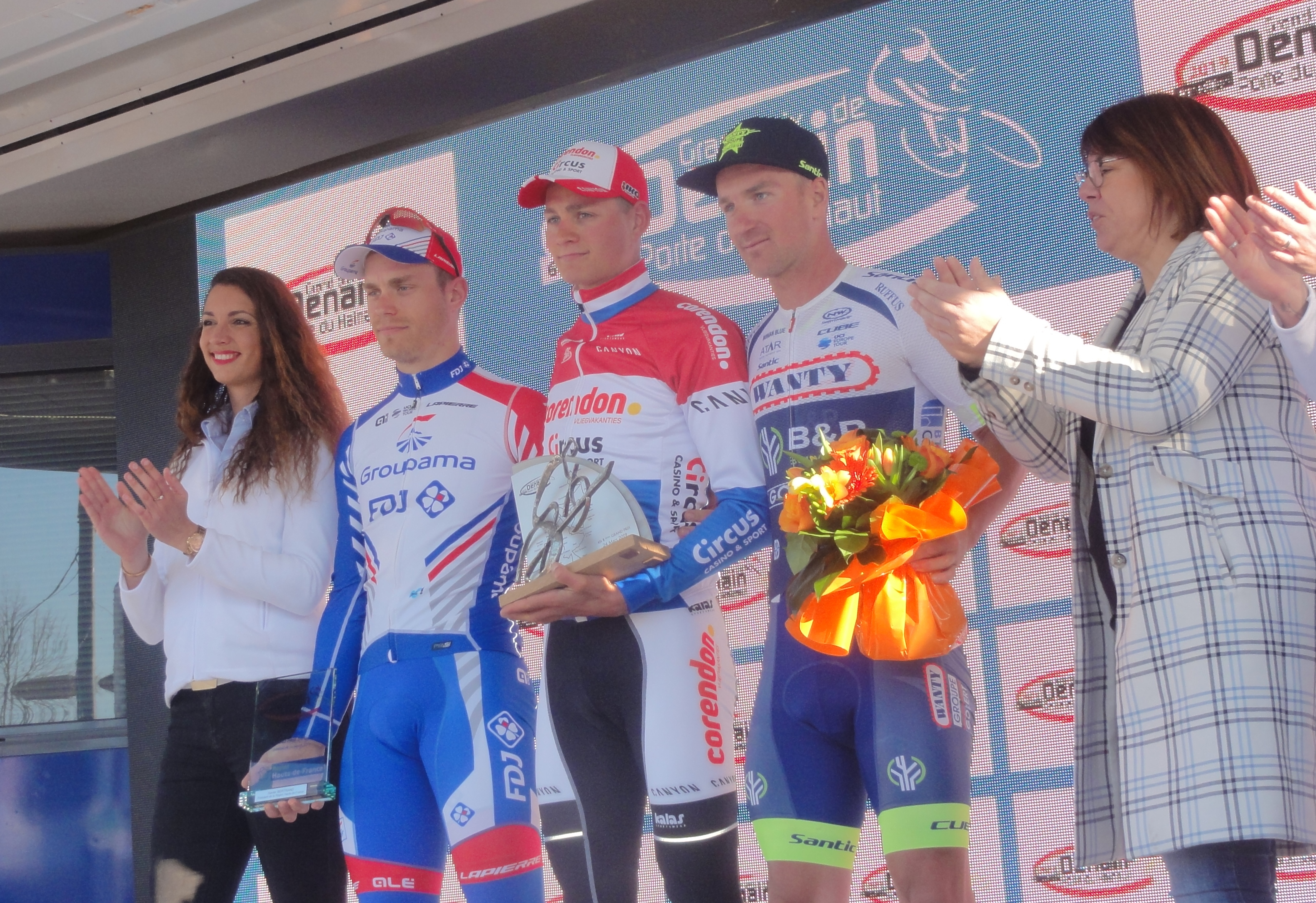
Marc Sarreau (2e), Mathieu van der Poel (1er) et Timothy Dupont (3e).

| \| Classement général \| Classement général \| Classement général \| Classement général \| Classement général \| \| Coureur \| Coureur \| Pays \| Équipe \| Temps \| \| ------------------ \| -------------------- \| ------------------ \| ----------------------------------- \| ------------------ \| \| 1er \| Mathieu van der Poel \| Pays-Bas \| Corendon-Circus \| 4 h 21 min 39 s \| \| 2e \| Marc Sarreau \| France \| Groupama-FDJ \| + 3 s \| \| 3e \| Timothy Dupont \| Belgique \| Wanty-Gobert \| + 3 s \| \| 4e \| Matteo Moschetti \| Italie \| Trek-Segafredo \| + 3 s \| \| 5e \| Emiel Vermeulen \| Belgique \| Natura4Ever-Roubaix Lille Métropole \| + 3 s \| \| 6e \| Justin Jules \| France \| Wallonie Bruxelles \| + 3 s \| \| 7e \| Pierre Barbier \| France \| Natura4Ever-Roubaix Lille Métropole \| + 3 s \| \| 8e \| Bram Welten \| Pays-Bas \| Arkéa-Samsic \| + 3 s \| \| 9e \| Samuel Dumoulin \| France \| AG2R La Mondiale \| + 3 s \| \| 10e \| Romain Cardis \| France \| Direct Énergie \| + 3 s \| |                      |          |                                     |                 |
| |                      |          |                                     |                 |
| Sources : ProCyclingStats Cycling Archives |                      |          |                                     |                 |
| Classement général |                      |          |                                     |                 |
| Coureur | Coureur              | Pays     | Équipe                              | Temps           |
| 1er | Mathieu van der Poel | Pays-Bas | Corendon-Circus                     | 4 h 21 min 39 s |
| 2e | Marc Sarreau         | France   | Groupama-FDJ                        | + 3 s           |
| 3e | Timothy Dupont       | Belgique | Wanty-Gobert                        | + 3 s           |
| 4e | Matteo Moschetti     | Italie   | Trek-Segafredo                      | + 3 s           |
| 5e | Emiel Vermeulen      | Belgique | Natura4Ever-Roubaix Lille Métropole | + 3 s           |
| 6e | Justin Jules         | France   | Wallonie Bruxelles                  | + 3 s           |
| 7e | Pierre Barbier       | France   | Natura4Ever-Roubaix Lille Métropole | + 3 s           |
| 8e | Bram Welten          | Pays-Bas | Arkéa-Samsic                        | + 3 s           |
| 9e | Samuel Dumoulin      | France   | AG2R La Mondiale                    | + 3 s           |
| 10e | Romain Cardis        | France   | Direct Énergie                      | + 3 s           |

### UCI Europe Tour
La course attribue aux coureurs le même nombre de points pour l'UCI Europe Tour 2019 et le Classement mondial UCI.
| Position           | 1er | 2e  | 3e  | 4e  | 5e | 6e | 7e | 8e | 9e | 10e | 11e | 12e | 13e | 14e | 15e | 16e à 30e | 31e à 40e |
| Classement général | 200 | 150 | 125 | 100 | 85 | 70 | 60 | 50 | 40 | 35  | 30  | 25  | 20  | 15  | 10  | 5         | 3         |

## Liste des participants
| Wallonie Bruxelles WVA | Wallonie Bruxelles WVA    | Wallonie Bruxelles WVA |
| ---------------------- | ------------------------- | ---------------------- |
| Num                    | Coureur                   | Pos                    |
| 1                      | Justin Jules (FRA)        | 6e                     |
| 2                      | Aksel Nõmmela (EST)       | 36e                    |
| 3                      | Baptiste Planckaert (BEL) | 46e                    |
| 4                      | Lukas Spengler (SUI)      | 76e                    |
| 5                      | Lionel Taminiaux (BEL)    | 54e                    |
| 6                      | Tom Wirtgen (LUX)         | 68e                    |
| 7                      | Franklin Six (BEL)        | 82e                    |

| AG2R La Mondiale ALM | AG2R La Mondiale ALM         | AG2R La Mondiale ALM |
| -------------------- | ---------------------------- | -------------------- |
| Num                  | Coureur                      | Pos                  |
| 11                   | Gediminas Bagdonas (LTU)     | 61e                  |
| 13                   | Samuel Dumoulin (FRA)        | 9e                   |
| 14                   | Quentin Jauregui (FRA)       | 85e                  |
| 15                   | Aurélien Paret-Peintre (FRA) | 35e                  |
| 16                   | Stijn Vandenbergh (BEL)      | 43e                  |

| Groupama-FDJ GFC | Groupama-FDJ GFC       | Groupama-FDJ GFC |
| ---------------- | ---------------------- | ---------------- |
| Num              | Coureur                | Pos              |
| 21               | Bruno Armirail (FRA)   | AB               |
| 22               | Mickaël Delage (FRA)   | 60e              |
| 23               | Daniel Hoelgaard (NOR) | AB               |
| 24               | Marc Sarreau (FRA)     | 2e               |
| 25               | Miles Scotson (AUS)    | AB               |
| 26               | Ramon Sinkeldam (NED)  | 47e              |

| Trek-Segafredo TFS | Trek-Segafredo TFS     | Trek-Segafredo TFS |
| ------------------ | ---------------------- | ------------------ |
| Num                | Coureur                | Pos                |
| 31                 | Fumiyuki Beppu (JPN)   | AB                 |
| 32                 | Alex Frame (NZL)       | 94e                |
| 33                 | Alex Kirsch (LUX)      | 50e                |
| 34                 | Matteo Moschetti (ITA) | 4e                 |
| 35                 | Ryan Mullen (IRL)      | 40e                |

| Androni Giocattoli-Sidermec ANS | Androni Giocattoli-Sidermec ANS | Androni Giocattoli-Sidermec ANS |
| ------------------------------- | ------------------------------- | ------------------------------- |
| Num                             | Coureur                         | Pos                             |
| 41                              | Matteo Pelucchi (ITA)           | 90e                             |
| 42                              | Marco Benfatto (ITA)            | 74e                             |
| 43                              | Mattia Frapporti (ITA)          | 13e                             |
| 44                              | Leonardo Fedrigo (ITA)          | AB                              |
| 45                              | Josip Rumac (CRO)               | 23e                             |
| 46                              | Andrea Vendrame (ITA)           | AB                              |
| 47                              | Mattia Viel (ITA)               | 86e                             |

| Arkéa-Samsic PCB | Arkéa-Samsic PCB         | Arkéa-Samsic PCB |
| ---------------- | ------------------------ | ---------------- |
| Num              | Coureur                  | Pos              |
| 51               | Bram Welten (NED)        | 8e               |
| 52               | Thibault Guernalec (FRA) | 79e              |
| 53               | Benoît Jarrier (FRA)     | 30e              |
| 54               | Alan Riou (FRA)          | 69e              |
| 55               | Franck Bonnamour (FRA)   | AB               |
| 56               | Laurent Pichon (FRA)     | 56e              |
| 57               | Maxime Daniel (FRA)      | 71e              |

| Burgos-BH BBH | Burgos-BH BBH         | Burgos-BH BBH |
| ------------- | --------------------- | ------------- |
| Num           | Coureur               | Pos           |
| 61            | Jetse Bol (NED)       | AB            |
| 62            | Matthew Gibson (GBR)  | AB            |
| 63            | Jesús Ezquerra (ESP)  | AB            |
| 64            | Manuel Peñalver (ESP) | 91e           |
| 65            | Daniel López (ESP)    | 18e           |
| 66            | Nuno Bico (POR)       | AB            |
| 67            | Álvaro Robredo (ESP)  | 88e           |

| Cofidis, Solutions Crédits COF | Cofidis, Solutions Crédits COF | Cofidis, Solutions Crédits COF |
| ------------------------------ | ------------------------------ | ------------------------------ |
| Num                            | Coureur                        | Pos                            |
| 71                             | Dimitri Claeys (BEL)           | AB                             |
| 72                             | Filippo Fortin (ITA)           | AB                             |
| 73                             | Loïc Chetout (FRA)             | 59e                            |
| 74                             | Marco Mathis (GER)             | 14e                            |
| 75                             | Emmanuel Morin (FRA)           | AB                             |
| 76                             | Geoffrey Soupe (FRA)           | 57e                            |
| 77                             | Damien Touzé (FRA)             | 16e                            |

| Corendon-Circus COC | Corendon-Circus COC        | Corendon-Circus COC |
| ------------------- | -------------------------- | ------------------- |
| Num                 | Coureur                    | Pos                 |
| 81                  | Stijn Devolder (BEL)       | 45e                 |
| 82                  | Lasse Norman Leth (DEN)    | 64e                 |
| 83                  | Jimmy Janssens (BEL)       | 65e                 |
| 84                  | Philipp Walsleben (GER)    | AB                  |
| 85                  | Mathieu van der Poel (NED) | 1er                 |
| 86                  | Maarten van Trijp (NED)    | 73e                 |
| 87                  | Gianni Vermeersch (BEL)    | 44e                 |

| Delko Marseille Provence DMP | Delko Marseille Provence DMP   | Delko Marseille Provence DMP |
| ---------------------------- | ------------------------------ | ---------------------------- |
| Num                          | Coureur                        | Pos                          |
| 91                           | Joseph Areruya (RWA)           | 92e                          |
| 92                           | Alexis Guérin (FRA)            | 67e                          |
| 93                           | Brenton Jones (AUS)            | AB                           |
| 94                           | Przemysław Kasperkiewicz (POL) | 37e                          |
| 95                           | Jérémy Leveau (FRA)            | 75e                          |
| 96                           | Evaldas Šiškevičius (LTU)      | 20e                          |
| 97                           | Julien Trarieux (FRA)          | 22e                          |

| Direct Énergie TDE | Direct Énergie TDE       | Direct Énergie TDE |
| ------------------ | ------------------------ | ------------------ |
| Num                | Coureur                  | Pos                |
| 101                | Romain Cardis (FRA)      | 10e                |
| 102                | Damien Gaudin (FRA)      | AB                 |
| 103                | Yohann Gène (FRA)        | AB                 |
| 104                | Mathieu Burgaudeau (FRA) | 53e                |
| 105                | Adrien Petit (FRA)       | 66e                |
| 106                | Alexandre Pichot (FRA)   | 52e                |
| 107                | Simon Sellier (FRA)      | AB                 |

| Israel Cycling Academy ICA | Israel Cycling Academy ICA | Israel Cycling Academy ICA |
| -------------------------- | -------------------------- | -------------------------- |
| Num                        | Coureur                    | Pos                        |
| 111                        | Rudy Barbier (FRA)         | 17e                        |
| 112                        | Guillaume Boivin (CAN)     | 41e                        |
| 113                        | Clément Carisey (FRA)      | AB                         |
| 114                        | Zakkari Dempster (AUS)     | 25e                        |
| 115                        | Sondre Holst Enger (NOR)   | AB                         |
| 116                        | Roy Goldstein (ISR)        | 87e                        |
| 117                        | Mihkel Räim (EST)          | 51e                        |

| Riwal Readynez RIW | Riwal Readynez RIW            | Riwal Readynez RIW |
| ------------------ | ----------------------------- | ------------------ |
| Num                | Coureur                       | Pos                |
| 121                | Tobias Kongstad (DEN)         | 78e                |
| 122                | Rasmus Christian Quaade (DEN) | AB                 |
| 123                | Troels Vinther (DEN)          | AB                 |
| 124                | Torkil Veyhe                  | AB                 |
| 125                | Andreas Stokbro (DEN)         | 15e                |
| 126                | Mathias Norsgaard (DEN)       | AB                 |
| 127                | Krister Hagen (NOR)           | 38e                |

| Roompot-Charles ROC | Roompot-Charles ROC        | Roompot-Charles ROC |
| ------------------- | -------------------------- | ------------------- |
| Num                 | Coureur                    | Pos                 |
| 131                 | Lars Boom (NED)            | 42e                 |
| 132                 | Justin Timmermans (NED)    | 70e                 |
| 133                 | Jesper Asselman (NED)      | 72e                 |
| 134                 | Jan-Willem van Schip (NED) | AB                  |
| 135                 | Elmar Reinders (NED)       | AB                  |
| 136                 | Boy van Poppel (NED)       | 24e                 |
| 137                 | Stijn Steels (BEL)         | 77e                 |

| Sport Vlaanderen-Baloise SVB | Sport Vlaanderen-Baloise SVB | Sport Vlaanderen-Baloise SVB |
| ---------------------------- | ---------------------------- | ---------------------------- |
| Num                          | Coureur                      | Pos                          |
| 141                          | Piet Allegaert (BEL)         | 63e                          |
| 142                          | Amaury Capiot (BEL)          | AB                           |
| 143                          | Lindsay De Vylder (BEL)      | 58e                          |
| 144                          | Milan Menten (BEL)           | 11e                          |
| 145                          | Christophe Noppe (BEL)       | AB                           |
| 146                          | Edward Planckaert (BEL)      | 48e                          |
| 147                          | Robbe Ghys (BEL)             | 84e                          |

| Vital Concept-B&B Hotels VCB | Vital Concept-B&B Hotels VCB | Vital Concept-B&B Hotels VCB |
| ---------------------------- | ---------------------------- | ---------------------------- |
| Num                          | Coureur                      | Pos                          |
| 151                          | Bert De Backer (BEL)         | 31e                          |
| 152                          | Corentin Ermenault (FRA)     | 81e                          |
| 153                          | Adrien Garel (FRA)           | AB                           |
| 154                          | Jérémy Lecroq (FRA)          | 83e                          |
| 155                          | Julien Morice (FRA)          | 80e                          |
| 156                          | Jimmy Turgis (FRA)           | 27e                          |
| 157                          | Jonas Van Genechten (BEL)    | 12e                          |

| Wanty-Gobert WGG | Wanty-Gobert WGG        | Wanty-Gobert WGG |
| ---------------- | ----------------------- | ---------------- |
| Num              | Coureur                 | Pos              |
| 161              | Frederik Backaert (BEL) | 33e              |
| 162              | Aimé De Gendt (BEL)     | 29e              |
| 163              | Tom Devriendt (BEL)     | AB               |
| 164              | Timothy Dupont (BEL)    | 3e               |
| 165              | Yoann Offredo (FRA)     | AB               |
| 166              | Andrea Pasqualon (ITA)  | AB               |
| 167              | Loïc Vliegen (BEL)      | AB               |

| Amore & Vita-Prodir AMO | Amore & Vita-Prodir AMO | Amore & Vita-Prodir AMO |
| ----------------------- | ----------------------- | ----------------------- |
| Num                     | Coureur                 | Pos                     |
| 171                     | Maxence Moncassin (FRA) | AB                      |
| 172                     | Jan-André Freuler (SUI) | 55e                     |
| 173                     | Deins Kaņepējs (LAT)    | AB                      |
| 174                     | Kaspars Serģis (LAT)    | AB                      |
| 175                     | Ēriks Toms Gavars (LAT) | AB                      |
| 176                     | Kristers Ansons (LAT)   | AB                      |
| 177                     | Federico Vivas (ARG)    | AB                      |

| Natura4Ever-Roubaix Lille Métropole NRL | Natura4Ever-Roubaix Lille Métropole NRL | Natura4Ever-Roubaix Lille Métropole NRL |
| --------------------------------------- | --------------------------------------- | --------------------------------------- |
| Num                                     | Coureur                                 | Pos                                     |
| 181                                     | Pierre Barbier (FRA)                    | 7e                                      |
| 182                                     | Tom Dernies (BEL)                       | 39e                                     |
| 183                                     | Thibault Ferasse (FRA)                  | AB                                      |
| 184                                     | Pierre Idjouadiene (FRA)                | 34e                                     |
| 185                                     | Samuel Leroux (FRA)                     | 28e                                     |
| 186                                     | Thomas Vaubourzeix (FRA)                | AB                                      |
| 187                                     | Emiel Vermeulen (BEL)                   | 5e                                      |

| Saint Michel-Auber 93 AUB | Saint Michel-Auber 93 AUB | Saint Michel-Auber 93 AUB |
| ------------------------- | ------------------------- | ------------------------- |
| Num                       | Coureur                   | Pos                       |
| 191                       | Tony Hurel (FRA)          | 32e                       |
| 192                       | Alo Jakin (EST)           | 49e                       |
| 193                       | Kévin Le Cunff (FRA)      | 21e                       |
| 194                       | Flavien Maurelet (FRA)    | AB                        |
| 195                       | Yoann Paillot (FRA)       | 62e                       |
| 196                       | Camille Thominet (FRA)    | AB                        |
| 197                       | Morne van Niekerk (RSA)   | AB                        |

| Development Team Sunweb DSU | Development Team Sunweb DSU | Development Team Sunweb DSU |
| --------------------------- | --------------------------- | --------------------------- |
| Num                         | Coureur                     | Pos                         |
| 201                         | Nils Sinschek (NED)         | 89e                         |
| 202                         | Felix Gall (AUT)            | AB                          |
| 203                         | Leon Heinschke (GER)        | 93e                         |
| 204                         | Ben Katerberg (CAN)         | AB                          |
| 205                         | Niklas Märkl (GER)          | AB                          |
| 206                         | Martin Salmon (GER)         | AB                          |
| 207                         | Jarno Mobach (NED)          | AB                          |

| Tarteletto-Isorex TIS | Tarteletto-Isorex TIS       | Tarteletto-Isorex TIS |
| --------------------- | --------------------------- | --------------------- |
| Num                   | Coureur                     | Pos                   |
| 211                   | David Boucher (BEL)         | AB                    |
| 212                   | Jelle Mannaerts (BEL)       | 19e                   |
| 213                   | Abram Stockman (BEL)        | AB                    |
| 214                   | Thomas Joseph (BEL)         | 26e                   |
| 215                   | Elias Van Breussegem (BEL)  | AB                    |
| 216                   | Julien Van den Brande (BEL) | AB                    |
| 217                   | Arne De Groote (BEL)        | AB                    |

| Wallonie Bruxelles WVA | Wallonie Bruxelles WVA    | Wallonie Bruxelles WVA |
| ---------------------- | ------------------------- | ---------------------- |
| Num                    | Coureur                   | Pos                    |
| 1                      | Justin Jules (FRA)        | 6e                     |
| 2                      | Aksel Nõmmela (EST)       | 36e                    |
| 3                      | Baptiste Planckaert (BEL) | 46e                    |
| 4                      | Lukas Spengler (SUI)      | 76e                    |
| 5                      | Lionel Taminiaux (BEL)    | 54e                    |
| 6                      | Tom Wirtgen (LUX)         | 68e                    |
| 7                      | Franklin Six (BEL)        | 82e                    |

| AG2R La Mondiale ALM | AG2R La Mondiale ALM         | AG2R La Mondiale ALM |
| -------------------- | ---------------------------- | -------------------- |
| Num                  | Coureur                      | Pos                  |
| 11                   | Gediminas Bagdonas (LTU)     | 61e                  |
| 13                   | Samuel Dumoulin (FRA)        | 9e                   |
| 14                   | Quentin Jauregui (FRA)       | 85e                  |
| 15                   | Aurélien Paret-Peintre (FRA) | 35e                  |
| 16                   | Stijn Vandenbergh (BEL)      | 43e                  |

| Groupama-FDJ GFC | Groupama-FDJ GFC       | Groupama-FDJ GFC |
| ---------------- | ---------------------- | ---------------- |
| Num              | Coureur                | Pos              |
| 21               | Bruno Armirail (FRA)   | AB               |
| 22               | Mickaël Delage (FRA)   | 60e              |
| 23               | Daniel Hoelgaard (NOR) | AB               |
| 24               | Marc Sarreau (FRA)     | 2e               |
| 25               | Miles Scotson (AUS)    | AB               |
| 26               | Ramon Sinkeldam (NED)  | 47e              |

| Trek-Segafredo TFS | Trek-Segafredo TFS     | Trek-Segafredo TFS |
| ------------------ | ---------------------- | ------------------ |
| Num                | Coureur                | Pos                |
| 31                 | Fumiyuki Beppu (JPN)   | AB                 |
| 32                 | Alex Frame (NZL)       | 94e                |
| 33                 | Alex Kirsch (LUX)      | 50e                |
| 34                 | Matteo Moschetti (ITA) | 4e                 |
| 35                 | Ryan Mullen (IRL)      | 40e                |

| Androni Giocattoli-Sidermec ANS | Androni Giocattoli-Sidermec ANS | Androni Giocattoli-Sidermec ANS |
| ------------------------------- | ------------------------------- | ------------------------------- |
| Num                             | Coureur                         | Pos                             |
| 41                              | Matteo Pelucchi (ITA)           | 90e                             |
| 42                              | Marco Benfatto (ITA)            | 74e                             |
| 43                              | Mattia Frapporti (ITA)          | 13e                             |
| 44                              | Leonardo Fedrigo (ITA)          | AB                              |
| 45                              | Josip Rumac (CRO)               | 23e                             |
| 46                              | Andrea Vendrame (ITA)           | AB                              |
| 47                              | Mattia Viel (ITA)               | 86e                             |

| Arkéa-Samsic PCB | Arkéa-Samsic PCB         | Arkéa-Samsic PCB |
| ---------------- | ------------------------ | ---------------- |
| Num              | Coureur                  | Pos              |
| 51               | Bram Welten (NED)        | 8e               |
| 52               | Thibault Guernalec (FRA) | 79e              |
| 53               | Benoît Jarrier (FRA)     | 30e              |
| 54               | Alan Riou (FRA)          | 69e              |
| 55               | Franck Bonnamour (FRA)   | AB               |
| 56               | Laurent Pichon (FRA)     | 56e              |
| 57               | Maxime Daniel (FRA)      | 71e              |

| Burgos-BH BBH | Burgos-BH BBH         | Burgos-BH BBH |
| ------------- | --------------------- | ------------- |
| Num           | Coureur               | Pos           |
| 61            | Jetse Bol (NED)       | AB            |
| 62            | Matthew Gibson (GBR)  | AB            |
| 63            | Jesús Ezquerra (ESP)  | AB            |
| 64            | Manuel Peñalver (ESP) | 91e           |
| 65            | Daniel López (ESP)    | 18e           |
| 66            | Nuno Bico (POR)       | AB            |
| 67            | Álvaro Robredo (ESP)  | 88e           |

| Cofidis, Solutions Crédits COF | Cofidis, Solutions Crédits COF | Cofidis, Solutions Crédits COF |
| ------------------------------ | ------------------------------ | ------------------------------ |
| Num                            | Coureur                        | Pos                            |
| 71                             | Dimitri Claeys (BEL)           | AB                             |
| 72                             | Filippo Fortin (ITA)           | AB                             |
| 73                             | Loïc Chetout (FRA)             | 59e                            |
| 74                             | Marco Mathis (GER)             | 14e                            |
| 75                             | Emmanuel Morin (FRA)           | AB                             |
| 76                             | Geoffrey Soupe (FRA)           | 57e                            |
| 77                             | Damien Touzé (FRA)             | 16e                            |

| Corendon-Circus COC | Corendon-Circus COC        | Corendon-Circus COC |
| ------------------- | -------------------------- | ------------------- |
| Num                 | Coureur                    | Pos                 |
| 81                  | Stijn Devolder (BEL)       | 45e                 |
| 82                  | Lasse Norman Leth (DEN)    | 64e                 |
| 83                  | Jimmy Janssens (BEL)       | 65e                 |
| 84                  | Philipp Walsleben (GER)    | AB                  |
| 85                  | Mathieu van der Poel (NED) | 1er                 |
| 86                  | Maarten van Trijp (NED)    | 73e                 |
| 87                  | Gianni Vermeersch (BEL)    | 44e                 |

| Delko Marseille Provence DMP | Delko Marseille Provence DMP   | Delko Marseille Provence DMP |
| ---------------------------- | ------------------------------ | ---------------------------- |
| Num                          | Coureur                        | Pos                          |
| 91                           | Joseph Areruya (RWA)           | 92e                          |
| 92                           | Alexis Guérin (FRA)            | 67e                          |
| 93                           | Brenton Jones (AUS)            | AB                           |
| 94                           | Przemysław Kasperkiewicz (POL) | 37e                          |
| 95                           | Jérémy Leveau (FRA)            | 75e                          |
| 96                           | Evaldas Šiškevičius (LTU)      | 20e                          |
| 97                           | Julien Trarieux (FRA)          | 22e                          |

| Direct Énergie TDE | Direct Énergie TDE       | Direct Énergie TDE |
| ------------------ | ------------------------ | ------------------ |
| Num                | Coureur                  | Pos                |
| 101                | Romain Cardis (FRA)      | 10e                |
| 102                | Damien Gaudin (FRA)      | AB                 |
| 103                | Yohann Gène (FRA)        | AB                 |
| 104                | Mathieu Burgaudeau (FRA) | 53e                |
| 105                | Adrien Petit (FRA)       | 66e                |
| 106                | Alexandre Pichot (FRA)   | 52e                |
| 107                | Simon Sellier (FRA)      | AB                 |

| Israel Cycling Academy ICA | Israel Cycling Academy ICA | Israel Cycling Academy ICA |
| -------------------------- | -------------------------- | -------------------------- |
| Num                        | Coureur                    | Pos                        |
| 111                        | Rudy Barbier (FRA)         | 17e                        |
| 112                        | Guillaume Boivin (CAN)     | 41e                        |
| 113                        | Clément Carisey (FRA)      | AB                         |
| 114                        | Zakkari Dempster (AUS)     | 25e                        |
| 115                        | Sondre Holst Enger (NOR)   | AB                         |
| 116                        | Roy Goldstein (ISR)        | 87e                        |
| 117                        | Mihkel Räim (EST)          | 51e                        |

| Riwal Readynez RIW | Riwal Readynez RIW            | Riwal Readynez RIW |
| ------------------ | ----------------------------- | ------------------ |
| Num                | Coureur                       | Pos                |
| 121                | Tobias Kongstad (DEN)         | 78e                |
| 122                | Rasmus Christian Quaade (DEN) | AB                 |
| 123                | Troels Vinther (DEN)          | AB                 |
| 124                | Torkil Veyhe                  | AB                 |
| 125                | Andreas Stokbro (DEN)         | 15e                |
| 126                | Mathias Norsgaard (DEN)       | AB                 |
| 127                | Krister Hagen (NOR)           | 38e                |

| Roompot-Charles ROC | Roompot-Charles ROC        | Roompot-Charles ROC |
| ------------------- | -------------------------- | ------------------- |
| Num                 | Coureur                    | Pos                 |
| 131                 | Lars Boom (NED)            | 42e                 |
| 132                 | Justin Timmermans (NED)    | 70e                 |
| 133                 | Jesper Asselman (NED)      | 72e                 |
| 134                 | Jan-Willem van Schip (NED) | AB                  |
| 135                 | Elmar Reinders (NED)       | AB                  |
| 136                 | Boy van Poppel (NED)       | 24e                 |
| 137                 | Stijn Steels (BEL)         | 77e                 |

| Sport Vlaanderen-Baloise SVB | Sport Vlaanderen-Baloise SVB | Sport Vlaanderen-Baloise SVB |
| ---------------------------- | ---------------------------- | ---------------------------- |
| Num                          | Coureur                      | Pos                          |
| 141                          | Piet Allegaert (BEL)         | 63e                          |
| 142                          | Amaury Capiot (BEL)          | AB                           |
| 143                          | Lindsay De Vylder (BEL)      | 58e                          |
| 144                          | Milan Menten (BEL)           | 11e                          |
| 145                          | Christophe Noppe (BEL)       | AB                           |
| 146                          | Edward Planckaert (BEL)      | 48e                          |
| 147                          | Robbe Ghys (BEL)             | 84e                          |

| Vital Concept-B&B Hotels VCB | Vital Concept-B&B Hotels VCB | Vital Concept-B&B Hotels VCB |
| ---------------------------- | ---------------------------- | ---------------------------- |
| Num                          | Coureur                      | Pos                          |
| 151                          | Bert De Backer (BEL)         | 31e                          |
| 152                          | Corentin Ermenault (FRA)     | 81e                          |
| 153                          | Adrien Garel (FRA)           | AB                           |
| 154                          | Jérémy Lecroq (FRA)          | 83e                          |
| 155                          | Julien Morice (FRA)          | 80e                          |
| 156                          | Jimmy Turgis (FRA)           | 27e                          |
| 157                          | Jonas Van Genechten (BEL)    | 12e                          |

| Wanty-Gobert WGG | Wanty-Gobert WGG        | Wanty-Gobert WGG |
| ---------------- | ----------------------- | ---------------- |
| Num              | Coureur                 | Pos              |
| 161              | Frederik Backaert (BEL) | 33e              |
| 162              | Aimé De Gendt (BEL)     | 29e              |
| 163              | Tom Devriendt (BEL)     | AB               |
| 164              | Timothy Dupont (BEL)    | 3e               |
| 165              | Yoann Offredo (FRA)     | AB               |
| 166              | Andrea Pasqualon (ITA)  | AB               |
| 167              | Loïc Vliegen (BEL)      | AB               |

| Amore & Vita-Prodir AMO | Amore & Vita-Prodir AMO | Amore & Vita-Prodir AMO |
| ----------------------- | ----------------------- | ----------------------- |
| Num                     | Coureur                 | Pos                     |
| 171                     | Maxence Moncassin (FRA) | AB                      |
| 172                     | Jan-André Freuler (SUI) | 55e                     |
| 173                     | Deins Kaņepējs (LAT)    | AB                      |
| 174                     | Kaspars Serģis (LAT)    | AB                      |
| 175                     | Ēriks Toms Gavars (LAT) | AB                      |
| 176                     | Kristers Ansons (LAT)   | AB                      |
| 177                     | Federico Vivas (ARG)    | AB                      |

| Natura4Ever-Roubaix Lille Métropole NRL | Natura4Ever-Roubaix Lille Métropole NRL | Natura4Ever-Roubaix Lille Métropole NRL |
| --------------------------------------- | --------------------------------------- | --------------------------------------- |
| Num                                     | Coureur                                 | Pos                                     |
| 181                                     | Pierre Barbier (FRA)                    | 7e                                      |
| 182                                     | Tom Dernies (BEL)                       | 39e                                     |
| 183                                     | Thibault Ferasse (FRA)                  | AB                                      |
| 184                                     | Pierre Idjouadiene (FRA)                | 34e                                     |
| 185                                     | Samuel Leroux (FRA)                     | 28e                                     |
| 186                                     | Thomas Vaubourzeix (FRA)                | AB                                      |
| 187                                     | Emiel Vermeulen (BEL)                   | 5e                                      |

| Saint Michel-Auber 93 AUB | Saint Michel-Auber 93 AUB | Saint Michel-Auber 93 AUB |
| ------------------------- | ------------------------- | ------------------------- |
| Num                       | Coureur                   | Pos                       |
| 191                       | Tony Hurel (FRA)          | 32e                       |
| 192                       | Alo Jakin (EST)           | 49e                       |
| 193                       | Kévin Le Cunff (FRA)      | 21e                       |
| 194                       | Flavien Maurelet (FRA)    | AB                        |
| 195                       | Yoann Paillot (FRA)       | 62e                       |
| 196                       | Camille Thominet (FRA)    | AB                        |
| 197                       | Morne van Niekerk (RSA)   | AB                        |

| Development Team Sunweb DSU | Development Team Sunweb DSU | Development Team Sunweb DSU |
| --------------------------- | --------------------------- | --------------------------- |
| Num                         | Coureur                     | Pos                         |
| 201                         | Nils Sinschek (NED)         | 89e                         |
| 202                         | Felix Gall (AUT)            | AB                          |
| 203                         | Leon Heinschke (GER)        | 93e                         |
| 204                         | Ben Katerberg (CAN)         | AB                          |
| 205                         | Niklas Märkl (GER)          | AB                          |
| 206                         | Martin Salmon (GER)         | AB                          |
| 207                         | Jarno Mobach (NED)          | AB                          |

| Tarteletto-Isorex TIS | Tarteletto-Isorex TIS       | Tarteletto-Isorex TIS |
| --------------------- | --------------------------- | --------------------- |
| Num                   | Coureur                     | Pos                   |
| 211                   | David Boucher (BEL)         | AB                    |
| 212                   | Jelle Mannaerts (BEL)       | 19e                   |
| 213                   | Abram Stockman (BEL)        | AB                    |
| 214                   | Thomas Joseph (BEL)         | 26e                   |
| 215                   | Elias Van Breussegem (BEL)  | AB                    |
| 216                   | Julien Van den Brande (BEL) | AB                    |
| 217                   | Arne De Groote (BEL)        | AB                    |